# Lemme LTE
En théorie des nombres, le lemme LTE (Lifting The Exponent), ou lemme de Manea donne des formules pour calculer la valuation p-adique {\displaystyle \nu _{p}} de certaines expressions entières.

## Historique
D'après , le lemme LTE sous sa forme actuelle est dû au mathématicien roumain Mihai Manea. Cependant, plusieurs idées clés utilisées dans sa démonstration étaient connues de Gauss et référencées dans ses Disquisitiones Arithmeticae. Bien qu'il soit principalement utilisé dans les compétitions mathématiques, il est parfois appliqué à des sujets de recherche, tels que les courbes elliptiques ,.

## Énoncé
Étant donné des entiers {\displaystyle x,y}, un entier strictement positif {\displaystyle n}, et un nombre premier {\displaystyle p} tel que {\displaystyle p\nmid x} et {\displaystyle p\nmid y}, on a :
- Si {\displaystyle p} est impair:
  - Si {\displaystyle p\mid (x-y)}, alors {\displaystyle \nu _{p}(x^{n}-y^{n})=\nu _{p}(x-y)+\nu _{p}(n)} .
  - Si {\displaystyle p\mid (x+y)} et {\displaystyle n} est impair, alors {\displaystyle \nu _{p}(x^{n}+y^{n})=\nu _{p}(x+y)+\nu _{p}(n)} .
- Si {\displaystyle p=2} :
  - Si {\displaystyle 2\mid (x-y)} et {\displaystyle n} est pair, alors {\displaystyle \nu _{2}(x^{n}-y^{n})=\nu _{2}(x-y)+\nu _{2}(x+y)+\nu _{2}(n)-1} .
  - Si {\displaystyle 2\mid (x-y)} et {\displaystyle n} est impair alors {\displaystyle \nu _{2}(x^{n}-y^{n})=\nu _{2}(x-y)} .
  - Corollaire:
    - Si {\displaystyle 4\mid (x-y)}, alors {\displaystyle \nu _{2}(x+y)=1}, et {\displaystyle \nu _{2}(x^{n}-y^{n})=\nu _{2}(x-y)+\nu _{2}(n)} .
- Pour tout {\displaystyle p} :
  - Si {\displaystyle p\nmid n} et {\displaystyle p\mid x-y}, alors {\displaystyle \nu _{p}(x^{n}-y^{n})=\nu _{p}(x-y)} .
  - Si {\displaystyle p\nmid n}, {\displaystyle p\mid x+y} et {\displaystyle n} est impair, alors {\displaystyle \nu _{p}(x^{n}+y^{n})=\nu _{p}(x+y)} .

## Schéma de la démonstration

### Cas de base
On montre d'abord le cas où {\displaystyle p\nmid n}.
Si   {\displaystyle p\nmid x} , {\displaystyle p\nmid y},  {\displaystyle p\nmid n} et {\displaystyle p\mid x-y} , alors   {\displaystyle x\equiv y{\pmod {p}}} , donc
{\displaystyle x^{n-1}+x^{n-2}y+x^{n-3}y^{2}+\dots +y^{n-1}\equiv nx^{n-1}\not \equiv 0{\pmod {p}}\ }.
La formule de Bernoulli : {\displaystyle x^{n}-y^{n}=(x-y)(x^{n-1}+x^{n-2}y+x^{n-3}y^{2}+\dots +y^{n-1})} permet donc d'affirmer que {\displaystyle \nu _{p}(x^{n}-y^{n})=\nu _{p}(x-y)}. 
La formule {\displaystyle \nu _{p}(x^{n}+y^{n})=\nu _{p}(x+y)} pour {\displaystyle n} impair est obtenue de manière similaire.

### Cas général (pimpair)
On commence par le cas {\displaystyle n=p}, où l'on doit montrer que {\displaystyle \nu _{p}(x^{p}-y^{p})=\nu _{p}(x-y)+1} ; on a cette fois {\displaystyle x^{p-1}+x^{p-2}y+\dots +y^{n-1}\equiv px^{p-1}\equiv 0{\pmod {p}}}. Via la formule du binôme, en effectuant la substitution {\displaystyle y=x+kp}, on montre que {\displaystyle x^{p-1}+x^{p-2}y+\dots +y^{n-1}}n'est pas multiple de  {\displaystyle p^{2}} d'où le résultat . De même, {\displaystyle \nu _{p}(x^{p}+y^{p})=\nu _{p}(x+y)+1} .
En écrivant {\displaystyle n} sous la forme {\displaystyle p^{a}b} où {\displaystyle p\nmid b}, le cas de base donne {\displaystyle \nu _{p}(x^{n}-y^{n})=\nu _{p}((x^{p^{a}})^{b}-(y^{p^{a}})^{b})=\nu _{p}(x^{p^{a}}-y^{p^{a}})}. Par récurrence sur {\displaystyle a} ,
{\displaystyle {\begin{aligned}\nu _{p}(x^{p^{a}}-y^{p^{a}})&=\nu _{p}(((\dots (x^{p})^{p}\dots ))^{p}-((\dots (y^{p})^{p}\dots ))^{p})\ {\text{(exponentiation utilisée }}a{\text{ fois dans chaque terme)}}\\&=\nu _{p}(x-y)+a\end{aligned}}}
Un argument similaire peut être appliqué à {\displaystyle \nu _{p}(x^{n}+y^{n})} .

### Cas général (p= 2)
La preuve précédente ne peut pas être appliquée directement lorsque {\displaystyle p=2} car le coefficient binomial {\displaystyle {\binom {p}{2}}={\frac {p(p-1)}{2}}} n'est un multiple de {\displaystyle p} que lorsque {\displaystyle p} est impair.
Cependant, on peut montrer que {\displaystyle \nu _{2}(x^{n}-y^{n})=\nu _{2}(x-y)+\nu _{2}(n)} quand {\displaystyle 4\mid (x-y)} en écrivant {\displaystyle n=2^{a}b} où {\displaystyle a} et {\displaystyle b} sont des entiers avec {\displaystyle b} impair et notant que
{\displaystyle {\begin{aligned}\nu _{2}(x^{n}-y^{n})&=\nu _{2}((x^{2^{a}})^{b}-(y^{2^{a}})^{b})\\&=\nu _{2}(x^{2^{a}}-y^{2^{a}})\\&=\nu _{2}((x^{2^{a-1}}+y^{2^{a-1}})(x^{2^{a-2}}+y^{2^{a-2}})\cdots (x^{2}+y^{2})(x+y)(x-y))\\&=\nu _{2}(x-y)+a\end{aligned}}}
puisque comme {\displaystyle x\equiv y\equiv \pm 1{\pmod {4}}}, chaque facteur de la forme {\displaystyle x^{2^{k}}+y^{2^{k}}} est congru à 2 modulo 4.
L'énoncé plus fort {\displaystyle \nu _{2}(x^{n}-y^{n})=\nu _{2}(x-y)+\nu _{2}(x+y)+\nu _{2}(n)-1} quand {\displaystyle 2\mid (x-y)} se prouve de manière analogue.